# Province ecclésiastique de Chambéry
La province ecclésiastique de Chambéry est une ancienne province ecclésiastique de l'Église catholique romaine, dont le siège était à Chambéry.
Créée en 1817, à du fait de l'érection du diocèse de Chambéry en archidiocèse, la province est supprimée par le rattachement de l'archidiocèse de Chambéry, Maurienne et Tarentaise à la province ecclésiastique de Lyon en 2002.

## Histoire
En 1817-1823, la Savoie étant redevenue sous souveraineté savoisienne, le pape réorganise les circonscriptions religieuses :
- le diocèse d'Annecy est créé. Le diocèse de Chambéry est amputé d'une partie de son territoire, destinée à former le diocèse de ce nouveau siège.
- le diocèse de Chambéry est amputé du Pays de Gex, qui rejoint le diocèse de Belley.
- les paroisses du canton de Genève sont également retirées du diocèse de Chambéry, et attribuées au diocèse de Lausanne. L'archevêque de Chambéry perd alors le titre d'évêque de Genève.
- Chambéry est érigé en archevêché, avec pour suffragants les évêchés d'Annecy, d'Aoste.

En 1825, les nouveaux diocèses de Maurienne et de Tarentaise sont ajoutés à la province.
En 1862, le diocèse d'Aoste est retiré de la province ecclésiastique au profit de celle de Turin. Ainsi, de 1862 jusqu'en 1966, les diocèses de la province ecclésiastique de Chambéry sont les suivants :
- Archidiocèse de Chambéry (archevêché métropolitain)
- Diocèse d'Annecy
- Diocèse de Maurienne
- Diocèse de Tarentaise

En 1966, les diocèses de Chambéry, de Tarentaise et de Maurienne sont unis en un unique diocèse de Chambéry, Maurienne et Tarentaise. Ce décret indique que les diocèses de Tarentaise et de Maurienne sont réunis aeque principaliter à l'archidiocèse de Chambéry « de telle sorte qu'il y ait un seul et même évêque à la tête des trois diocèses et qu'il soit en même temps Archevêque de Chambéry, Évêque de Maurienne et Évêque de Tarentaise ».
En 2002, la province ecclésiastique de Chambéry est supprimée : les deux diocèses (Chambéry, Maurienne et Tarentaise, et Annecy) deviennent membres de la province ecclésiastique de Lyon.